# Agility Logistics
Agility Logistics – kuwejckie przedsiębiorstwo logistyczne notowane na giełdzie, wykazujące ponad 5 miliardów $ rocznego obrotu i zatrudniające ponad 22 000 pracowników w ponad 500 biurach w 100 krajach na całym świecie z siedzibą w Kuwejcie.
Świadczy usługi spedycji, transportu, magazynowania i zarządzania łańcuchem dostaw dla firm, rządów, instytucji międzynarodowych i agencji humanitarnych.
Akcje Agility są notowane na Giełdzie Papierów Wartościowych (Kuwejt KSE: AGLTY) od 1984 roku i Dubai Financial Market (DFM: AGLTY) od 2006 roku.

## Agility Polska
Agility jest obecne w Polsce od 2008 r., placówka w Warszawie specjalizuje się i we frachcie lotniczym oraz morskim, placówka we Wrocławiu – we frachcie drogowym oraz usługach logistycznych.

## Kierownictwo
Tarek Sultan jest dyrektorem generalnym Agility.